# Karl-May-Festtage
Die Karl-May-Festtage finden seit 1992 jährlich am Wochenende nach Christi Himmelfahrt im Lößnitzgrund von Radebeul statt. Im Andenken an den Schriftsteller Karl May verwandelt sich der Lößnitzgrund drei Tage lang in eine eindrucksvolle Wild-West-Kulisse. Zu dem Fest kommen jährlich rund 30.000 Gäste. Schirmherr war 2016 Gojko Mitić, der „DEFA-Chefindianer“ und „Winnetou des Ostens“.
Die Festtage tragen nicht nur zum Erhalt von Karl Mays literarischem Erbe bei, sondern leisten zugleich einen bedeutenden Beitrag zum interkulturellen Austausch und zur Verständigung zwischen Europäern und amerikanischen Ureinwohnern. 2016 waren bereits zum vierten Mal Angehörige der Oneida Gäste der Festtage.
Das Festgelände verläuft durch den bewaldeten Lößnitzgrund, entlang des Lößnitzbachs und der daneben verlaufenden Strecke der Lößnitzgrundbahn. In Radebeul-Altwahnsdorf befindet sich das Sternreitercamp.

## Ablauf

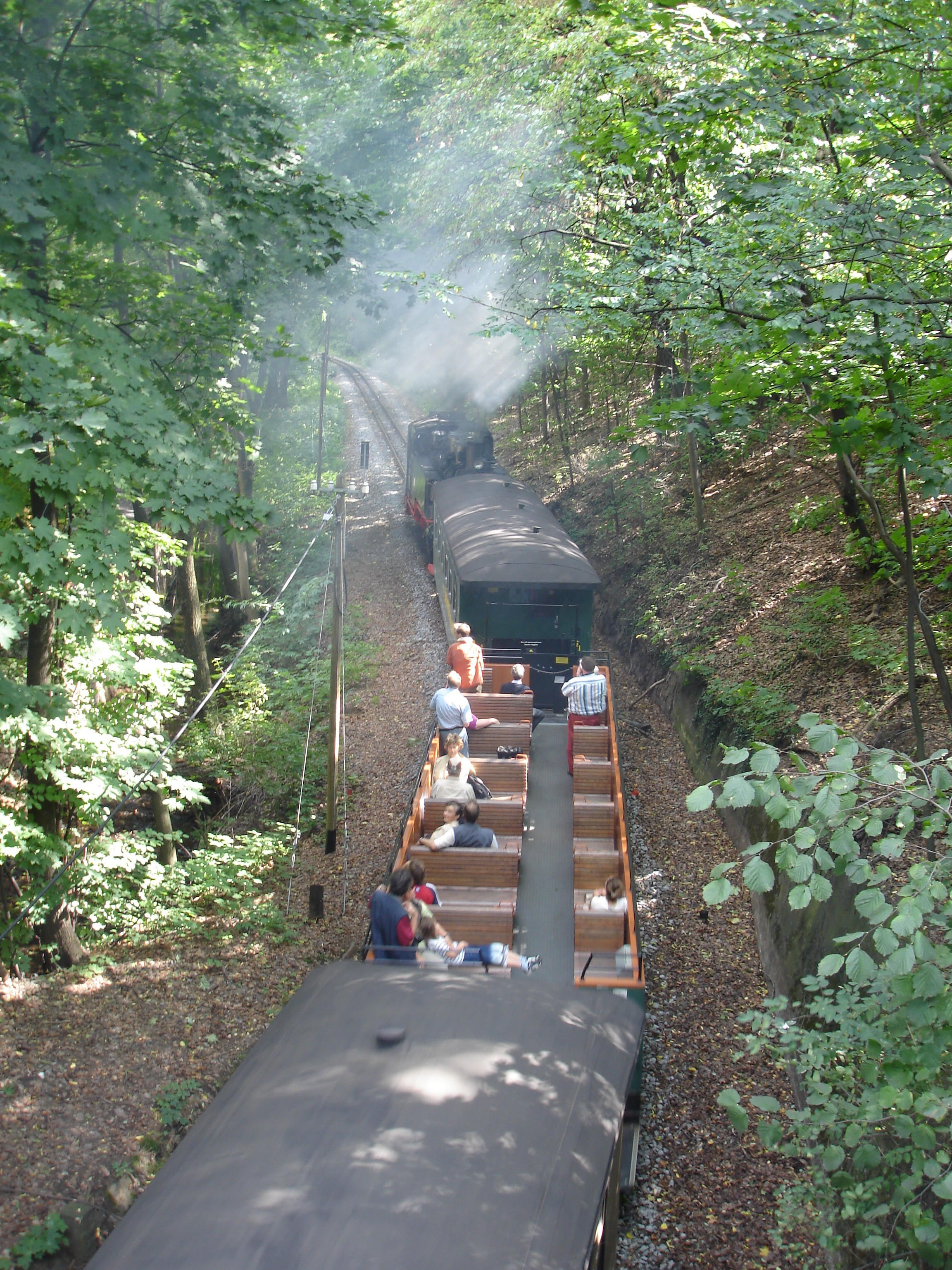
Schmalspurbahn im Lößnitzgrund

Steinbruch „Hoher Stein“ mit Wolfsbild, angefertigt 2007 zum Powwow

Bereits vor Beginn des Festes starten die Teilnehmer des  Sternrittes in Richtung Radebeul. 2013 waren es mehr als 200 Reiter aus ganz Deutschland. Der Reiter, der bis nach Radebeul die weiteste Strecke zurück legt, wird während der großen Sternreiterparade am Festsonntag mit einer original indianischen Friedenspfeife geehrt. Diese wird traditionell von „Winnetou“ oder seinem „Blutsbruder“ Old Shatterhand (Schauspieler des Theaters Landesbühnen Sachsen) überreicht. 2016 kamen die Sieger aus dem niedersächsischen Rühen; sie legten eine Strecke von 405 Kilometern auf ihren Pferden zurück.
Das Fest beginnt Freitagabend mit der großen Eröffnungsveranstaltung und der Freiberger Country-Nacht. Bekannte Bands aus der deutschen Country-Szene stimmen auf das beginnende Festwochenende ein und regionale Line Dance Vereine zeigen ihre neuesten Performances.
Beim Pow Wow am „Hohen Stein“ stellen amerikanische Ureinwohner unterschiedlichster Stämme mit Tänzen, Geschichten und Gesängen ihre Kultur vor. Dabei treten sie in den direkten Dialog mit den Festbesuchern und berichten auch von ihrem gegenwärtigen Leben in Amerika. Ihren modernen Alltag präsentieren sie beispielsweise mit Filmnächten oder Rockkonzerten, aber auch mit Spielen und Erzählungen.
In zahlreichen Westerncamps – unter ihnen Fort Henry, White Horse, Fox Home oder Fort Virginia – wird das Leben amerikanischer Siedler im 19. Jahrhundert dargestellt. Cowboys liefern sich Schießereien oder trinken Whiskey im Saloon, Gesetzeslose lauern dem Santa-Fé-Express auf, um dessen Passagiere zu überfallen und tapfere Südstaatler bereiten sich auf den amerikanischen Bürgerkrieg vor.
Das musikalische Zentrum des Festgeländes ist die Westernstadt „Little Tombstone“. Internationale Country- und Bluegrassbands spielen auf und Line Dance Gruppen geben vor der Bühne ihr Können zum Besten. Die Landesbühnen Sachsen zeigen Szenen aus ihren Karl-May-Inszenierungen und die Ganoven Big Eddy und Locci gehen auf Beutezug durch die Stadt.
Im Sternreitercamp Altwahnsdorf wetteifern Reiter in verschiedenen Disziplinen um den Sieger-Pokal der Freiberger Brauhaus GmbH und treten bei der Sachsenmeisterschaft im Slalom- und Tonnenrennen gegeneinander an.
Besonders für Kinder bieten die Karl-May-Festtage jede Menge Abenteuer. Sie können sich durch eine Seillandschaft im Wald hangeln, Westernspiele ausprobieren, Bogenschießen, auf Eseln die Umgebung erkunden oder im Lößnitz-River nach Gold schürfen.
Traditioneller Höhepunkt der Festtage ist die Sternreiterparade am Sonntag auf der Meißner Straße. Bei dieser ziehen Cowboys, Linedancer, indianische Gäste und die Sternreiter an tausenden Schaulustigen vorbei auf das Festgelände.